# Bent Fuglede
Bent Fuglede (8 de outubro de 1925 - 7 de dezembro de 2023) foi um matemático dinamarquês. Foi professor emérito da Universidade de Copenhague.
Era conhecido por suas contribuições à análise matemática, em particular a análise funcional, tendo provado o teorema de Fuglede e formulado a conjectura de Fuglede.
Foi membro da Academia Real de Ciências e Letras da Dinamarca, da Academia de Ciências e Letras da Finlândia e da Academia de Ciências e Humanidades da Baviera. Em 2012 foi eleito fellow da American Mathematical Society.

## Obras
- Fuglede, Bent (1972). Finely Harmonic Functions. Col: Lecture Notes in Mathematics. 289. [S.l.]: Springer-Verlag. ISBN 978-3-540-06005-5
- Fuglede, Bent; Eells, James (2001). Harmonic maps between Riemannian polyhedra. Col: Cambridge tracts in mathematics. 142. [S.l.]: Cambridge University Press. ISBN 0-521-77311-3